# Suncus hosei
Suncus hosei är en däggdjursart som först beskrevs av Thomas 1893.  Suncus hosei ingår i släktet Suncus och familjen näbbmöss. IUCN kategoriserar arten globalt som otillräckligt studerad. Inga underarter finns listade i Catalogue of Life.
Arten är bara känd från norra Borneo. Habitatet utgörs bland annat av skogar i låglandet men kanske förekommer näbbmusen även i andra landskap.